# 巴特恩德巴赫
巴德恩德巴赫是德国黑森州的一个市镇。总面积39.84平方公里，总人口8238人，其中男性4076人，女性4162人（2011年12月31日），人口密度207人/平方公里。